# Miroslav Štěpánek (fotbalista)
Miroslav Štěpánek (* 15. ledna 1990, Olomouc) je český fotbalový obránce, od září 2014 působící v SpVgg Grün-Weiss Deggendorf. Mimo Česka působil v Německu, Rakousku a na Slovensku.

## Klubová kariéra
Svoji fotbalovou kariéru začal v Olomouci, odkud ještě jako dorostenec odešel do Hamburku. Zde v roce 2008 nahlédl do A-týmu, kde nepřesvědčil a působil v B-mužstvu. Na sezonu 2008-2009 byl poslán na hostování do Kapfenbergeru, odkud se vrátil zpět do Hamburku s přetrženými kolenními vazy. Léčba si vyžádala deset měsíců, ale v květnu 2010 si při přípravném zápase U21 znovu poranil poranil koleno a léčil ho dalších osm měsíců.
V létě 2012 přestoupil do Senice. Po půl roce zamířil do Duisburgu. Před sezonou 2013/14 podepsal kontrakt s Eintrachtem Norderstedt, kde po roce skončil a v září 2014 podepsal kontrakt s SpVgg Grün-Weiss Deggendorf.

## Reprezentační kariéra
Štěpánek reprezentoval ČR v mládežnických kategoriích U16, U17, U19 a U21. S výběrem U17 je vicemistrem Evropy z roku 2006, kde čeští mladíci podlehli ve finále Rusku až v penaltovém rozstřelu.